# Инцидент 15 марта 1928 года
Инцидент 15 марта 1928 года (яп. 三・一五事件 Сан ити-го дзикэн) — массовые аресты членов левых партий в Японии, предпринятые с целью нейтрализовать коммунистическую пропаганду среди рабочих.
Хотя Коммунистическая партия Японии находилась в подполье с самого момента своего основания в 1922 году, но на выборах 20 февраля 1928 года пролетарские партии получили около полумиллиона голосов, и хотя ни один коммунистический кандидат не прошёл в парламент, Рабоче-крестьянская партия получила 193 027 голосов и два места в Палате представителей.
Осознав, что левые организации превратились в реальную политическую силу, власти забеспокоились. 15 марта 1928 года рано утром полиция приступила к арестам «опасных элементов». Были совершены налёты на штаб-квартиры и дома руководителей Рабоче-крестьянской партии, Всеяпонской пролетарской молодёжной лиги и Японского профсовета, а также на редакции газет и так называемые «исследовательские центры».
За две недели было арестовано более 1500 человек, включая видного экономиста-марксиста Каваками Хадзимэ.
Этим событиям посвящён роман Такидзи Кобаяси «15-е марта».